# Норкино (Калтасинский район)
Норкино (баш. Нөркә) — деревня в Калтасинском районе Республики Башкортостан Российской Федерации. Входит в состав Калегинского сельсовета.

## География

### Географическое положение
Расстояние до:
- районного центра (Калтасы): 45 км,
- центра сельсовета (Калегино): 10 км,
- ближайшей ж/д станции (Янаул): 93 км.

## Население
| 2002 | 2009 | 2010 |
| ---- | ---- | ---- |
| 118  | ↗121 | ↘115 |

Национальный состав
Согласно переписи 2002 года, преобладающая национальность — марийцы (91 %).